# Сибирский НИИ геологии, геофизики и минерального сырья
Сибирский НИИ геологии, геофизики и минерального сырья (СНИИГГиМС) — научно-исследовательский институт по поиску полезных ископаемых и научному сопровождению геолого-разведочных работ на территориях Красноярского и Алтайского краёв, Курганской, Новосибирской, Томской, Омской, Кемеровской, Тюменской и Иркутской областей, Якутской и Тувинской автономных республик, а также на территории Свердловской, Челябинской областей в пределах Западно-Сибирской низменности.

## История
Был организован в 1957 году в городе Новосибирск Министерством геологии и охраны недр СССР на базе Сибирских филиалов ВНИГРИ и ВНИИГеофизика.
В 1960-х годах институтом активно велись работы по поиску месторождений нефти на территории Западно-Сибирской низменности, и нефть была найдена в огромных запасах. В тот же период на территории Восточной Сибири были разведаны важные для страны полезные ископаемые: золото, полиметаллы, железо, редкие металлы, ртуть.
C начала 1990-х годов значительно уменьшилось финансирование государства, что вызвало сокращение исследований и отток кадров.
В 2015 году ФГУП «СНИИГГиМС» реорганизован в АО «СНИИГГиМС».

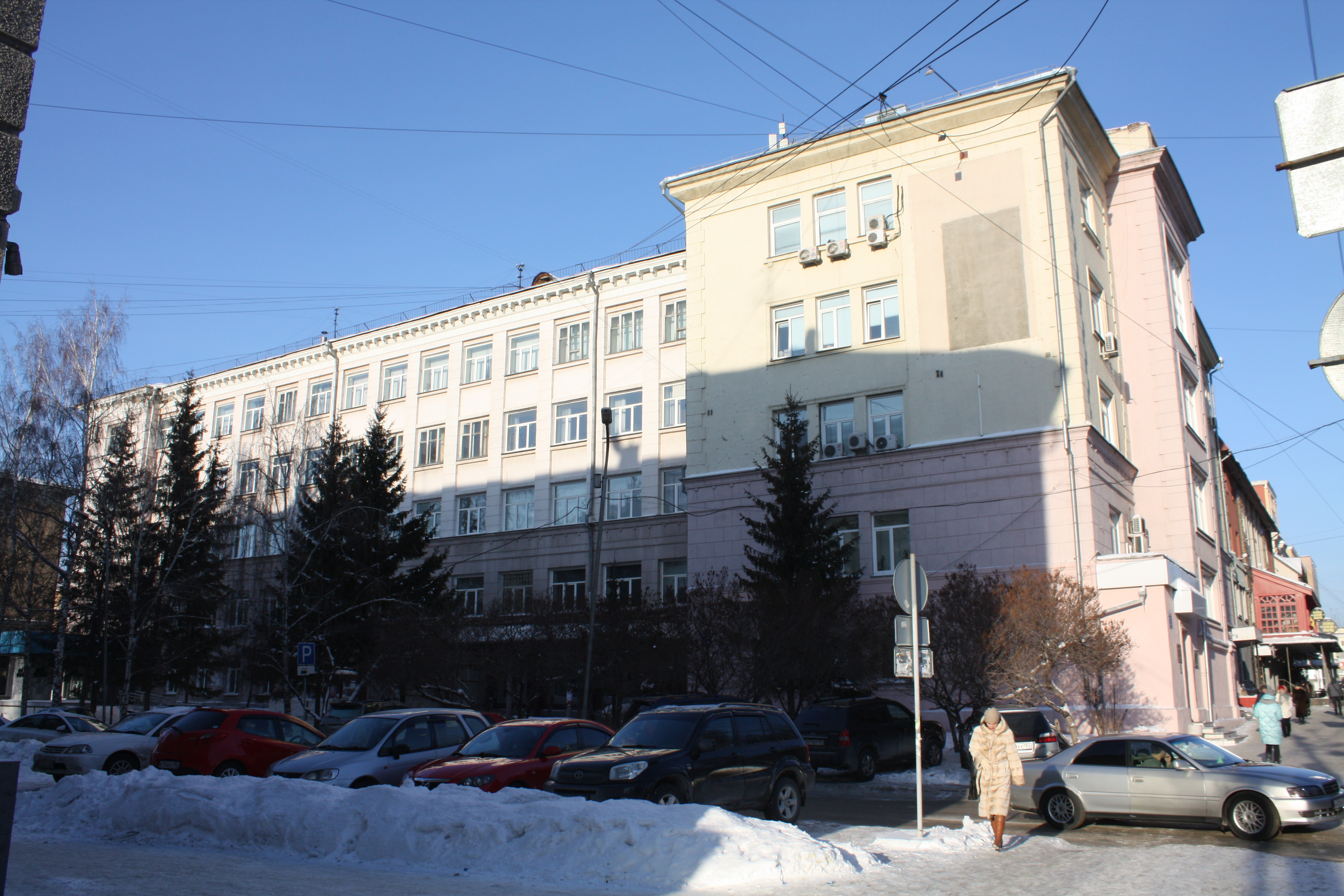
Бывшее здание СибНИИГГиМС (Красный пр., 35)
Мемориальная доска Федосееву на бывшем здании института (Красный пр., 35).

## Сотрудники

### Директора
Организатор и первый директор института в 1964—1972 годах — Константин Александрович Савинский (1919—1995).
С 1970-х годов в институте более 30 лет директором был Виктор Семёнович Сурков.
Также среди руководителей называется Иван Дербиков.

## Современный институт
Сейчас[когда?] в СНИИГГиМСе работают около 680 сотрудников, в том числе 23 доктора и 95 кандидатов наук, среди которых один академик РАН и шесть сотрудников являются член-корреспондентами и академиками РАЕН, МАМР, МАТЕК.
В последние годы наметилась тенденция к увеличению научного состава института. Так, в 1996 г. число сотрудников составило 569 чел., 1997 г. — 573 чел., 1998 г. — 605 чел., 1999 г. — 613 чел. Увеличивается приход молодых специалистов — выпускников ВУЗов Новосибирска, Томска, Казани и других городов России.